# Признание России террористическим государством
Международная дискуссия о признании России террористическим государством или страной — спонсором терроризма или страной, использующей террористические методы, получила развитие в 2020-х годах на фоне действий России в российско-украинской войне, гражданской войне в Сирии и других конфликтах, поддержки террористических организаций и стран — спонсоров терроризма, убийств и покушений на политических оппонентов в России и в других странах и т. д.
После начала вторжения на Украину в 2022 году Украина, Литва, Латвия, Эстония, Польша, Чехия, Нидерланды, Словакия, а также Парламентская ассамблея ОБСЕ, Парламентская ассамблея Совета Европы, Европейский парламент и Парламентская ассамблея НАТО в различных формулировках объявили российский режим террористическим из-за систематического насилия против мирного населения, намеренных ударов по гражданским объектам и гражданской инфраструктуре и других примеров насилия и устрашения украинцев для достижения политических целей.

## Предыстория (до 2022 года)
Заявления, в том числе со стороны иностранных государственных деятелей, об участии России в актах государственного терроризма спорадически делались уже на протяжении 2010-х годов и зачастую были связаны с российско-украинской войной, включая оккупацию части Донецкой и Луганской областей и сбитие российской системой «Бук» пассажирского Boeing 777. Так, министр обороны Великобритании Майкл Фэллон назвал Россию спонсором терроризма за поддержку вооружённых групп на востоке Украины. Украинский премьер Арсений Яценюк называл Россию террористическим государством из-за атак на объекты энергетической инфраструктуры. Президент Литвы Даля Грибаускайте использовала ту же характеристику, призывая европейское сообщество коллективно противодействовать российской агрессии. 
В силу наличия в США закона о странах — спонсорах терроризма обсуждение чаще затрагивало роль России в конфликтах на Ближнем Востоке. Роль России как спонсора терроризма рассматривалась в контексте поставок оружия Талибану, поддержки Ирана и его военных прокси в лице Хезболлы и Корпуса стражей исламской революции (в этом случае дипломат Майкл Карпентер использовал формулировку страна — спонсор страны — спонсора терроризма), а также прямого участия в гражданской войне в Сирии для защиты режима Башара Асада и агрессии против Украины, которое вело к многочисленным жертвам среди гражданских лиц.
Как акт государственного терроризма со стороны России рассматривалось также покушение на Сергея Скрипаля в Лондоне с применением боевого отравляющего вещества. Именно после этого госсекретарь США поручил Госдепартаменту проработать вопрос включения России в список стран — спонсоров терроризма в рамках американского законодательства. Эту идею также поддерживали член сенатского комитета по внешней политике от Демократической партии Роберт Менендез, сенатор-республиканец Кори Гарднер и др.
Доводы в пользу включения России в список стран — спонсоров терроризма включали покушения и убийства политических оппонентов за границей, поддержку организаций, использующих террористические методы (Талибана и Хезболлы), участие в гражданской войне в Сирии для защиты режима Башара Асада, участие в конфликте на востоке Украины. В разведсообществе США отмечали, что ФСБ содействовало отправке мусульман из России в Сирию накануне Олимпиады в Сочи, чтобы снизить локальную угрозу терактов, несмотря на то, что в Сирии многие из них вливались в ряды ИГИЛ.
Несмотря на достаточные формальные основания для включения России в список стран — спонсоров терроризма, от этой инициативы отказались, чтобы не рисковать сотрудничеством по другим вопросам. Однако дискуссия явно указывала на ухудшение позиции США в отношении России. 16 декабря 2021 года на фоне нового обострения российско-украинских отношений группа из 9 сенаторов-республиканцев во главе с Джимом Ришем предложила объявить Россию страной — спонсором терроризма в случае её вторжения на Украину.

## Хронология (с 2022 года)
| Страна        | Дата            |
| Литва         | 10 мая 2022     |
| Украина       | 6 июля 2022     |
| Латвия        | 11 августа 2022 |
| Эстония       | 18 октября 2022 |
| Чехия         | 13 ноября 2022  |
| Нидерланды    | 24 ноября 2022  |
| Польша        | 15 декабря 2022 |
| Словакия      | 16 февраля 2023 |
|               |                 |
| Организация   | Дата            |
| ПАСЕ          | 13 октября 2022 |
| ПА НАТО       | 21 ноября 2022  |
| Европарламент | 23 ноября 2022  |
| ПА ОБСЕ       | 4 июля 2023     |

### Литва
Первой страной, официально объявившей Россию террористическим государством, стала Литва. 10 мая 2022 года Сейм Литвы единогласно (128 голосами) поддержал резолюцию, которая называла убийства мирных жителей (в том числе детей), похищения, пытки, изнасилования и издевательства над телами убитых геноцидом с целью полного или частичного уничтожения украинской нации, а сознательные атаки на гражданские объекты — терроризмом. 14 марта 2023 года Сейм единогласно признал ЧВК Вагнера террористической организацией за систематические преступления агрессии, равносильные терроризму. Резолюция отдельно отмечала, что российские власти обеспечивают подготовку наёмников и предоставляют им танки, бронетехнику и РСЗО.

### Украина
6 июля 2022 года Владимир Зеленский подписал принятый Верховной радой проект поправок, объявляющий Россию государством-террористом, преследующим цели государственного геноцида украинского народа, совершающим массовые убийства граждан Украины, международные преступления против гражданского населения, использующим запрещённые методы войны, разрушающим гражданские объекты и объекты критической инфраструктуры, создающим рукотворные гуманитарные катастрофы в отдельных регионах Украины. Закон также запретил символы российского вторжения на Украину.

### Латвия
11 августа 2022 года Сейм Латвии 67 голосами из 100 утвердил заявление «О целенаправленных военных нападениях России на украинских гражданских и общественное пространство», в котором подчёркивался намеренный характер насилия и пыток в отношении украинских граждан с целью подавить их способность к сопротивлению и оккупировать страну. Насилие в отношении мирных жителей для достижения политических целей документ определял как терроризм, а Россию — как государство, поддерживающее терроризм.

### ПАСЕ
13 октября 2022 года Парламентская ассамблея Совета Европы первой из международных организаций признала Россию террористическим режимом. В резолюции «Дальнейшая эскалация агрессии Российской Федерации против Украины», принятой 99 голосами из 100, декларировалось, что российское вторжение принесло страдания и разрушения, которых Европа не видела со Второй мировой войны. Российский режим нарушает базовые человеческие права и устои международного права, подтверждая свою террористическую природу. ПАСЕ призвала членов Совета Европы признать Россию террористическим режимом и российские политические партии, поддерживающие агрессию, — организациями, способствующими терроризму.

### Эстония
18 октября 2022 года парламент Эстонии (Рийгикогу) единогласно (88 голосами) принял заявление с осуждением российской агрессии, аннексии оккупированных территорий, в поддержку расследований Международного суда и Международного уголовного суда. Парламент объявил российский режим террористическим, а Россию — страной — спонсором терроризма, и указал на необходимость признания террористическими организациями ЧВК Вагнера, ЛНР и ДНР.

### Чехия
15 ноября 2022 года Палата депутатов Парламента Чешской Республики 129 голосами из 156 приняла постановление, характеризующее целенаправленные атаки против мирных жителей, гражданских объектов и критической инфраструктуры как террористические методы — то есть попытки достичь политических целей путём устрашения мирного населения. Депутаты поддержали резолюцию ПАСЕ от 13 октября 2022 года и признали российский политический режим террористическим.

### Парламентская ассамблея НАТО
21 ноября 2022 года Парламентская ассамблея НАТО единогласно приняла резолюцию о признании России террористическим государством. Председатель ассамблеи Жоэль Гаррио-Мелам назвала российские атаки против мирных жителей и гражданской инфраструктуры варварскими и подчеркнула необходимость преследования российских властей как террористов в рамках международного а. Ассамблея призвала правительства и парламенты стран — членов НАТО выступить с заявлениями о признании российского режима террористическим.

### Европейский парламент
23 ноября 2022 года Европейский парламент 494 голосами из 705 принял резолюцию о признании России государством — спонсором терроризма и государством, применяющим террористические методы. В документах отмечалось, что преднамеренные атаки и преступления, разрушения гражданской инфраструктуры и нарушения международного и международного гуманитарного права, осуществлённые российскими военными и прокси-силами, являются военными преступлениями и приравниваются к актам терроризма. Поскольку на тот момент законодательство ЕС позволяло добавлять в число террористов только организации и отдельных лиц, Европарламент призвал ЕС и страны-члены разработать необходимые правовые рамки для включения в список целых государств. Также депутаты призвали Совет Европейского союза внести в список террористических организаций ЧВК Вагнера, 141-й специальный моторизованный полк имени А. А. Кадырова и другие вооружённые группы.

### Нидерланды
На следующий день после публикации резолюции Европейского парламента 24 ноября 2022 года Палата представителей Нидерландов признала Россию государством — спонсором терроризма. Решение получило поддержку подавляющего большинства партий.

### Словакия
16 февраля 2023 года Национальный совет Словакии принял резолюцию, которая объявляла режим Владимира Путина террористическим, а Россию — государством, поддерживающим терроризм. Депутаты отдельно осудили прямые и косвенные угрозы применения ядерного оружия, озвученные Россией.

### Парламентская ассамблея ОБСЕ
4 июля 2023 года Парламентская ассамблея ОБСЕ признала ЧВК Вагнера террористической организацией, а Россию — страной — спонсором терроризма, ответственной за её действия. Согласно резолюции ассамблеи, члены ОБСЕ должны объявить ЧВК террористической организацией и принять меры против неё.

## Последствия
Резолюции Европейского парламента, ПАСЕ, Парламентской ассамблеи НАТО и других международных структур являются инструментами мягкого права — они не обладают обязательной юридической силой, но имеют большой символический вес. В отсутствие специфического законодательства, позволяющего включать целые государства в террористический список ЕС, формальные ограничения против России не могут быть введены. Однако такие резолюции и решения парламентов отдельных стран ЕС демонстрируют солидарность с Украиной и намерение предпринимать дальнейшие шаги для преследования России за преступления на Украине, в том числе через Специальный  по преступлению агрессии России|международный .

### США (в случае признания)
Законодательство США, в отличие от европейского, предполагает формальный статус государств — спонсоров терроризма с определёнными критериями включения и понятными последствиями. Эти последствия включают запрет на любую внешнюю помощь со стороны США (согласно ст. 620 Foreign Assistance Act 1961 года), запрет на военные поставки и поставки продукции двойного назначения (согласно ст. 4 Arms Export Control Act и ст. 1754(с) Export Controls Act 2018 года). Также в соответствии с Foreign Sovereign Immunities Act страна — спонсор терроризма лишается иммунитета от преследования в американском суде, что позволяет направлять к ней иски. Вступают в силу вторичные санкции, которые делают страну ещё более токсичной и изолированной.
В контексте вторжения России на Украину существующие санкции с запасом перекрывают последствия возможных ограничений для страны — спонсора терроризма. Однако лишение юридического иммунитета теоретически позволяет истцам взыскать компенсацию из российских активов за рубежом, что фактически лишает страну возможности вести финансовые дела за пределами собственных границ и ограниченного списка стран, где её собственность не будет арестована по решению американского суда (впрочем, закон также ограничивает список возможных истцов по соответствующим искам, что не позволило бы украинским гражданам взыскать с России компенсации за нанесённый ущерб).
После вторжения России на Украину за признание России страной — спонсором терроризма выступали обе партии США. Инициативу поддерживали как спикер Палаты представителей США демократ Нэнси Пелоси, так и лидер меньшинства в Сенате Митч Макконелл. 23 июня 2022 года Комитет Сената США по международным отношениям поддержал резолюцию о признании России спонсором терроризма и рекомендовал правительству страны рассмотреть эту инициативу. 28 июля Сенат США призвал руководство страны признать Россию страной — спонсором терроризма за действия в ходе войн в Чечне, Грузии, Сирии и Украине, результатом которых стали многочисленные жертвы среди мужчин, женщин и детей.
Госдепартамент США занимал более осторожную позицию и воздерживался от формального признания России страной — спонсором терроризма. Подобное решение имело бы большой символический вес, но было бы неэффективным для внешней политики. Оно могло бы навредить отношениям со странами ЕС, зависящим от российских энергоносителей, а также с международными торговыми партнёрами России — Китаем, Индией, Пакистаном, ЮАР, Бразилией. Формальный статус страны — спонсора терроризма неизбежно ударил бы по российскому экспорту, вызвав глобальный рост цен и сократив пространство для дипломатии и урегулирования конфликта в будущем.

## Комментарии
1. ↑  Речь о присутствовавших на заседании, общее число депутатов Сейма Литвы — 141
2. ↑  Речь о присутствовавших на заседании, общее число депутатов Рийгикогу — 101
3. ↑  Речь о присутствовавших на заседании, общее число депутатов Палаты депутатов Чехии — 200